# Vešeléniho jaskyňa
Vešeléniho jaskyňa je přírodní památka ve správě příspěvkové organizace Správa slovenských jeskyní.
Nachází se v katastrálním území obce Muráň v okrese Revúca v Banskobystrickém kraji. Území bylo vyhlášeno či novelizováno v letech 1994, 2008. Ochranné pásmo nebylo stanoveno.